# セブンルール
『セブンルール』（英称:7RULES）は、関西テレビ（カンテレ）とイースト・ファクトリーの共同制作によりフジテレビ系列で2017年4月18日から2023年3月28日まで毎週火曜日 23:00 - 23:30（『COOL TV』枠、JST）に放送されたドキュメンタリーバラエティ番組である。全287回。
2017年内は花王の一社提供 であったが「花王」または「ソフィーナ」のクレジットでアナウンスされていた（2017年6月20日放送分についてはノンスポンサー）。その後は次の通り。
- 2017年7月4日放送分 - 同年10月3日放送分：「花王」名義
- 2017年10月10日放送分 - 同年12月19日放送分：「ソフィーナ」名義

2018年1月9日放送分からは同社を筆頭とした複数社提供、2022年10月以降は花王も各社提供となり、完全複数社提供となった。

## 概要
これまでに『テラスハウス』『ボクらの時代』（共にフジテレビ）を手掛けた松本彩夏がプロデュースするドキュメント番組。様々な分野で活躍する女性に密着し、「いつもしていること（ルール）」を7つ見つけ、「なぜそれにこだわるのか」を掘り下げる。スタジオでは、今作がバラエティー番組初レギュラーとなる芥川賞作家の本谷有希子、俳優の青木崇高、お笑いコンビオードリーの若林正恭、女優・タレントのYOUの4人のMC陣がVTRを見ながらトークを展開する。VTRのナレーターは、今作がナレーション初挑戦となるロックバンドYogee New Wavesのフロントマン角舘健悟が務めていた。
2017年10月から『COOL TV』のフジテレビ制作枠は40分に枠拡大したが、関西テレビ制作である当番組のみ30分枠を継続している。
2019年5月21日放送分で100回を達成。
2019年10月22日放送回からナレーションが声優・小野賢章となる。
2020年6月30日放送回で初回からMCを務めた若林正恭が番組を卒業、同年7月7日放送回からクリープハイプの尾崎世界観と長濱ねるが加入した。長濱は、欅坂46卒業後初のレギュラー番組となる。
2023年3月をもって本番組を終了し、後番組として『火ドラ★イレブン』が新設されると報道された。
2024年9月22、23日深夜に関西ローカルで、本番組を復活させた2夜連続の特番『THE RULES』が放送された。

## 出演者
MC（スタジオキャスト）
- YOU（女優・タレント）
- 青木崇高（俳優）
- 本谷有希子（作家）
- 尾崎世界観（クリープハイプ）（2020年7月7日放送回から）
- 長濱ねる（歌手・女優　2020年7月7日放送回から）

### 過去の出演者
MC（スタジオキャスト）
- 若林正恭（オードリー ）（番組開始から2020年6月30日放送回まで出演）

#### 代打スタジオゲスト
- 平子祐希（アルコ&ピース）- 2021年4月6日、13日放送回。産休に入った本谷有希子に代わって出演だが、実質的にゲスト。
- 野田クリスタル（マヂカルラブリー）- 2021年6月29日、7月6日放送回。上記の平子と同じ。
- 児嶋一哉（アンジャッシュ）- 2022年8月2日放送回。尾崎の新型コロナウイルス感染による代役。

## 放送リスト

### 2017年
| 回  | 放送日   | 内容                                                                           | 備考                                     | 視聴率 |
| --- | -------- | ------------------------------------------------------------------------------ | ---------------------------------------- | ------ |
| #1  | 04月18日 | 世界が注目！ダンサー菅原小春がしている7つのこと                                |                                          | 3.7%   |
| #2  | 04月25日 | 名門ハーバードが熱狂した！若き歴史学者・北川智子に密着                         |                                          |        |
| #3  | 05月02日 | 世界50カ国を旅する25歳！トラベルフォトライター・田島知華がナミブ砂漠へ女一人旅 |                                          |        |
| #4  | 05月09日 | 人気フラワークリエイター篠崎恵美！アーティストから依頼続々                     |                                          |        |
| #5  | 05月16日 | 京都の古い物を蘇らせる不動産プランナー岸本千佳                                 |                                          |        |
| #6  | 05月23日 | 話題の美人ピアニスト！アリス＝紗良・オット／ベルリン私生活に密着               |                                          |        |
| #7  | 05月30日 | 美しすぎる臨床心理士／山名裕子に密着…新婚夫婦のルールで激論                    |                                          |        |
| #8  | 06月06日 | 無敵の美人OLプロボクサー後藤あゆみ／痛いのはイヤ！でも戦う理由                 |                                          |        |
| #9  | 06月13日 | ハイヒールなのに痛くない…靴デザイナー瀧見サキ／仕事と育児密着                  | 23:15より放送                            |        |
| #10 | 06月20日 | 異端のエッセイスト！下田美咲…型破り新婚生活                                    | 花王の提供にかわり自社番宣を放送         |        |
| #11 | 07月04日 | 女だからできないのは嫌…家具職人・武内舞子の師弟関係に男泣き                    | この回から提供名義を「花王」に変更       |        |
| #12 | 07月18日 | でんぱ組を産んだ音楽プロデューサー福嶋麻衣子！もふくちゃんアイドル指導密着     | 23:15より放送                            |        |
| #13 | 07月25日 | 東京五輪目指すプロサーファー大村奈央▽人生を波に捧げる日々                      |                                          |        |
| #14 | 08月01日 | 真夏のグルメ！連日満席のクラフトビールを作る脱サラ女性醸造家 / 金山尚子        | 夏のグルメSP                             |        |
| #15 | 08月08日 | 夏グルメ！行列できる流しのカレー屋＝カレーを愛したOL密着 / 阿部由希奈          | 夏のグルメSP                             |        |
| #16 | 08月15日 | 父の死を乗り越え…百年の伝統を継ぐ四代目江戸風鈴職人の夏 / 篠原由香利           |                                          |        |
| #17 | 08月22日 | 外務省から下着業界に転身…ランジェリーデザイナー 栗原菜緒                       |                                          |        |
| #18 | 08月29日 | 会社は東京 自宅は沖縄…育児のため移住した美人編集長の働き方 / 鯨本あつこ        |                                          |        |
| #19 | 09月05日 | オファー殺到！本デザイナー佐藤亜沙美                                           |                                          |        |
| #20 | 09月12日 | パリ・ルーヴルで金賞／美文字本366万部！書家・中塚翠涛                          |                                          |        |
| #21 | 09月19日 | 注文殺到…1ヶ月半待ちパン職人／脱サラし1人山奥で焼く絶品パン 塚本久美           |                                          |        |
| #22 | 09月26日 | 渡辺直美のスタイリスト！大瀧彩乃／ぽっちゃりを可愛く見せるテク                 |                                          |        |
| #23 | 10月03日 | ロリータモデル青木美沙子／外務省認定カワイイ大使は現役ナース                   | 23:15より放送                            |        |
| #24 | 10月10日 | ドクターヘリ緊急救命！美人救命医のリアルな仕事と恋愛事情 / 篠原希              | この回から提供名義を「ソフィーナ」に変更 |        |
| #25 | 10月17日 | 3千円の宝石パフェに連日行列…人気パティシエール岩柳麻子                         | 23:19より放送                            |        |
| #26 | 10月24日 | 女優・モデルを虜に…ロケ弁当界の新星は美人フードデザイナー / 細川芙美           |                                          |        |
| #27 | 10月31日 | ジャズピアニスト上原ひろみ…世界を席巻する動物的演奏の秘密                      |                                          |        |
| #28 | 11月07日 | 世界ブランド！H&Mを影で支えるPRマネージャーは1児の母 / 室井麻希                |                                          |        |
| #29 | 11月14日 | 芥川賞作家が絶賛！SF不倫漫画を描く漫画家と編集者の特別な絆 / 米代恭            |                                          |        |
| #30 | 11月21日 | 未来のノーベル賞候補！玉城絵美の原動力は「引きこもりたい」願望                 |                                          |        |
| #31 | 11月28日 | シングルマザーのクッキー屋！「ほぼ日」で連載する中3娘の育て方 / 桜林直子       |                                          |        |
| #32 | 12月05日 | 嘘の自分はいらない…前田敦子に密着！仕事・恋愛・私生活に迫る                    |                                          |        |
| #33 | 12月12日 | 星野リゾートも認める金賞受賞のチーズ職人！ / 古株つや子                        | 23:30より放送                            |        |
| #34 | 12月19日 | 東京・大阪・札幌…Xmasを光で彩る空間デザイナーは1児の母 / 長谷川喜美            |                                          |        |

- 6月27日は『イガイ星人ジャパパパーン』のため休止
- 7月11日は映画『僕だけがいない街』のため休止
- 12月26日は『憧れの仕事やってみました!』のため休止

### 2018年
| 回  | 放送日   | 内容                                                                                         | 備考                                                                      |
| --- | -------- | -------------------------------------------------------------------------------------------- | ------------------------------------------------------------------------- |
| #35 | 01月09日 | アイドル界を席巻！乃木坂46の新エース齋藤飛鳥に5ヵ月密着                                      | 23:15より放送。この回は花王とPT2社の3社提供（提供クレジット上は花王のみ） |
| #36 | 01月16日 | 女性に優しいラーメン店の美人店主！夫婦で作る一杯に連日行列 / 奥中宏美                        | 真冬のグルメSP この回から花王と別社（PTも含む）の3社提供に変更            |
| #37 | 01月23日 | 人気のヘルシー水餃子店！ミシュランが認める料理店の型破り生活 / 按田優子                      | 真冬のグルメSP（2）                                                       |
| #38 | 01月30日 | 芥川賞・直木賞に並ぶ新井賞? 薦める本が必ず売れる最強書店員 / 新井見枝香                      |                                                                           |
| #39 | 02月06日 | 平成生まれのご飯狂！フードエッセイスト平野紗季子の食生活                                     |                                                                           |
| #40 | 02月13日 | 本場パリで勝負する三代目ショコラ職人 父に負けない自分だけの味 / 佐野恵美子                   |                                                                           |
| #41 | 02月20日 | 昼はバーガー店オーナー！夜は週5でバイト！365日楽しい理由 / 坪井真理子                        |                                                                           |
| #42 | 02月27日 | 世界で金賞の 日本ワイン！甲州ぶどうに365日ささげる美人醸造家 / 三澤彩奈                      | 23:20 - 23:49で放送（1分縮小）                                            |
| #43 | 03月06日 | 渋谷パルコ跡地の新ホテルを設計！反骨の建築家 / 吉田愛の原動力                                |                                                                           |
| #44 | 03月13日 | 95歳瀬戸内寂聴の美人秘書！初の著書が15万突破…心の葛藤 / 瀬尾まなほ                           |                                                                           |
| #45 | 03月20日 | 依頼殺到！世界に1着のデニムを作るマスターテーラーの職人魂 / 山本美緒                         |                                                                           |
| #46 | 04月03日 | バブリーダンスの生みの親！振付師akane／新ダンスの舞台裏                                      |                                                                           |
| #47 | 04月17日 | 苺の本当の美しさを伝えたい…連日行列！苺のお菓子専門店 / 渡部美佳                             |                                                                           |
| #48 | 04月24日 | 『タラレバ』東村アキコら人気漫画家を支える敏腕編集者の仕事術 / 助宗佑美                      |                                                                           |
| #49 | 05月01日 | 世界で戦うバレリーナ飯島望未！シャネル・VOGUEも注目の理由                                    |                                                                           |
| #50 | 05月08日 | 女優・吉田羊に密着！「私には何もない…」誰も知らない素顔に迫る                                |                                                                           |
| #51 | 05月15日 | 土曜限定！日光に大行列の耳まで美味しい食パン専門店 / 地明真希                                | 春のパン祭り                                                              |
| #52 | 05月22日 | 連日大盛況！夜のパン屋さんが大人たちを虜にする理由 / 小林由美                                | 春のパン祭り                                                              |
| #53 | 05月29日 | 渡米30年…大物セレブの依頼殺到！日本人インテリアデザイナー / 吉田恵美                         |                                                                           |
| #54 | 06月05日 | 水族園獣医師／イルカからカピバラまで…1万3千匹を守る命の現場 / 毛塚千穂                       |                                                                           |
| #55 | 06月12日 | ミシュラン二つ星の紅一点！26歳料理長の後輩を奮起させる仕事術 / 出島光                        | 23:15より放送                                                             |
| #56 | 06月19日 | ドラマで話題！校閲ゲームに密着…本の誤りを見逃さない最後の砦 / 牟田都子                       | 23:15より放送                                                             |
| #57 | 06月26日 | 話題の家事代行！「タカスジさん」仕事と家事両立の秘策 / 鈴木美帆子                            |                                                                           |
| #58 | 07月03日 | 世界第3位のピッツァ職人！聖地が認めたマルゲリータはくっそぅウマい / 小田有花                 |                                                                           |
| #59 | 07月10日 | 22歳でホテルを経営する現役東大生！龍崎翔子の新たな夢は…                                      |                                                                           |
| #60 | 07月17日 | 夏グルメ／そうめんを和洋中300種にアレンジ！東中野で話題の店 / 田中嘉織                       | 夏のグルメSP 23:19より放送                                                |
| #61 | 07月24日 | 夏グルメ／猛暑必食の斬新かき氷！インスタ女子を虜にする三茶の店 / 伏野亜紀                    | 夏のグルメSP                                                              |
| #62 | 07月31日 | 食通が唸る極上かつお節食品のご飯！連日行列の渋谷の食堂店主のかつお愛 / 永松真依              |                                                                           |
| #63 | 08月07日 | 楽天トラベルの最年少女性役員…ハワイ売上を30倍に伸ばす手腕 / 吉田茜                           |                                                                           |
| #64 | 08月14日 | 過疎の町の買い物弱者に軽トラックで食料を届ける27歳移動販売員 / 東真央                        |                                                                           |
| #65 | 08月21日 | 専業主婦から一転…未来のサッカー代表の胃袋を支える"第二の母" / 村野明子（ヴィッセル神戸寮母） |                                                                           |
| #66 | 08月28日 | 話題のCM仕掛け人…ライザップ急成長を支えるブランディング秘策 / 渡邉華子                       |                                                                           |
| #67 | 09月04日 | 錦織圭や高梨沙羅の食生活を支える管理栄養士…勝利掴む料理の秘訣 / 細野恵美                     |                                                                           |
| #68 | 09月11日 | 部下百人を率いヒットゲームを生む…LINE事業本部プロデューサー / 奥井麻衣                       |                                                                           |
| #69 | 09月18日 | 年間50本！結婚式をフルオーダーメイドで手掛ける敏腕プランナー / 野上ゆう子                    |                                                                           |
| #70 | 09月25日 | 大好きな祖父の味を守り続ける…浅草の創業51年老舗洋食店シェフ / 荒木優花                       | 23:35より放送                                                             |
| #71 | 10月02日 | 誰もが似合うメガネで笑顔に…斬新なアイデアで業界注目の若き職人 / 川谷萌                       |                                                                           |
| #72 | 10月09日 | 京都の老舗窯元の実家を出て独立…伝統を継ぎ常識破る器デザイナー / 河原尚子                     | 23:20より放送（1分縮小）                                                  |
| #73 | 10月16日 | 大人も夢中！サンリオピューロランドの業績をV字回服させた仕掛人 / 小巻亜矢                     |                                                                           |
| #74 | 10月23日 | 4人の子を育て困難も笑顔に変える…三軒茶屋のリアル深夜食堂女将 / 篠塚忍                        |                                                                           |
| #75 | 10月30日 | 子育てと仕事を両立…100食限定極上ステーキ丼専門店のオーナー / 中村朱美                        |                                                                           |
| #76 | 11月06日 | 魚を愛して25年…鮮魚店名物日本人店員はロンドン市民のアイドル / ベルトン由香                   |                                                                           |
| #77 | 11月13日 | 元雑誌編集者の華麗なる転身！ニューヨークの人気ケータリング会社オーナー / 伊澤実佐子          |                                                                           |
| #78 | 11月20日 | ニューヨークの有名店で売り上げトップ！世界渡り歩く人気ヘアリスト / 大森寛子                  |                                                                           |
| #79 | 11月27日 | 東京から秋田へUターン！父の後を継ぐ栗農家はお年寄りのアイドル / 齋藤瑠璃子                   |                                                                           |
| #80 | 12月04日 | 都内で店舗拡大中！日本初 洗濯代行事業で革命を起こす元ツッパリ社長 / 山崎美香                 |                                                                           |
| #81 | 12月11日 | 来客の命預かる24歳…ジェットスター・ジャパン初の女性パイロット / 長瀧矢永子                   |                                                                           |
| #82 | 12月18日 | 浅草発クッキーは即完売！姉妹で二人三脚経営の大人気菓子工房職人 / 新田あゆ子                  |                                                                           |

- 1月2日は『世界のスーパーすっごい人にお願い! ちょっとだけでも何とかなりませんか?』のため休止
- 3月27日は「サッカー キリンチャレンジカップ2018」中継(日本×ウクライナ戦)のため休止
- 4月10日は『有吉弘行のダレトク!?』90分SPのため休止
- 12月25日は『連笑』のため休止

### 2019年
| 回   | 放送日            | 内容 | 備考                                   |
| ---- | ----------------- | --- | -------------------------------------- |
| #83  | 01月08日          | フィギュア羽生結弦の衣装を製作！トップ選手が惚れ込むデザイナー / 伊藤聡美                                         |                                        |
| #84  | 01月22日          | 北海道から全国へ…大泉洋らTEAM NACSの人気を支える"母" / 伊藤亜由美                                                 | 23:15より放送                          |
| #85  | 01月29日          | 被災地の新たなまちづくりに力を注ぐ…自称"建築オタク"の建築家 / 岡野道子                                            |                                        |
| #86  | 02月05日          | 伊勢で55年愛され続けるソウルフード！「ぎょうざの美鈴」三代目店主 / 奥村美佐                                       |                                        |
| #87  | 02月12日          | 東京から由布院へUターン！創業90年超の人気老舗旅館を継ぐ女将 / 緒方真美                                            |                                        |
| #88  | 02月19日          | 築40年住宅をリノベで蘇らせる！女性の夢をかなえる空間デザイナー / 坂田夏水                                         |                                        |
| #89  | 02月26日          | 人気番組に出演しながら週5でバイト 再現ドラマの女王 / 芳野友美                                                     |                                        |
| #90  | 03月05日          | 紙の世界へ誘う…即完売の人気専門誌「デザインのひきだし」編集長 / 津田淳子                                          |                                        |
| #91  | 03月12日          | 復興を支える三陸鉄道運転士 / 宇都宮結花                                                                           |                                        |
| #92  | 03月19日          | カメラ歴5年 新進気鋭の動物写真家 写真と看護師 異色のダブルワーク / 半田菜摘                                       |                                        |
| #93  | 03月26日          | 全国からファンが集まる 赤羽の小さな酒場 / 東海林美保                                                              | 23:30より放送                          |
| #94  | 04月02日          | 父の死を乗り越え三姉妹で店を再開 / 新田里奈                                                                       |                                        |
| #95  | 04月09日          | 不登校の生徒を受け入れる北星学園余市高校 / 本間涼子                                                               |                                        |
| #96  | 04月16日          | 国内から注目を集める人気保育園 / 齋藤美和                                                                         | 23:20より放送（1分縮小）               |
| #97  | 04月23日          | 6年連続！志願者数全国1位 近畿大学 話題の広告や入学式の仕掛人 / 加藤公代                                           |                                        |
| #98  | 05月07日          | 独立から5年で5店舗を経営 / 奥澤友紀                                                                               | 23:20より放送                          |
| #99  | 05月14日          | 創業42年 食堂きさらぎ亭 / 横山茜                                                                                  |                                        |
| #100 | 05月21日          | 吉本新喜劇60周年 女性初の座長 / 酒井藍                                                                            |                                        |
| #101 | 05月28日          | 脱サラした夫と二人三脚で営む豆腐店 / 青木春奈                                                                     |                                        |
| #102 | 06月04日          | 成立カップル1,000組以上 応募殺到の婚活イベント / 青木直美                                                         |                                        |
| #103 | 06月11日          | つけ麺もクレープも全部メイン 2つの店を同じ場所に構える / 矢野尚美                                                 |                                        |
| #104 | 06月25日          | 独学で世界各国の料理を取得 大使館からオファー殺到 人気ケータリング / 寺脇加恵                                     | [ 注 19 ]                              |
| #105 | 07月02日          | 青春映画の名手 30歳の新世代監督 / 山戸結希                                                                        | [ 注 20 ]                              |
| #106 | 07月09日          | 氷の聖地で大人気のかき氷 / 岡田桂子                                                                               |                                        |
| #107 | 07月16日          | （家族のルールSP）                                                                                                | 23:15より放送                          |
| #108 | 07月23日          | 立川談志の一門初の女流落語家 / 立川こはる                                                                         |                                        |
| #109 | 07月30日          | 異例のヒット！小説・SNSに使える類語辞典 / 田沢あかね                                                              |                                        |
| #110 | 08月06日          | 一流シェフ絶賛！青ヶ島の地熱蒸気で作る塩 / 山田アリサ                                                             |                                        |
| #111 | 08月13日          | 東京ディズニーシー 新アトラクション ソアリン:ファンタスティック・フライト / 石川みなみ                            |                                        |
| #112 | 08月20日          | 累計売上5億本突破！窮地を救った大ヒット商品「本麒麟」 / 京谷侑香                                                  |                                        |
| #113 | 08月27日          | シェフはアジア出身女性 本場の味を届ける食堂 / 黒田尚子                                                            | 23:25より放送                          |
| #114 | 09月03日          | 瀬戸内海の離島・豊島でたったひとり、島の命を守る看護師 / 小澤詠子                                                 |                                        |
| #115 | 09月10日          | 南アルプス 標高2,000メートルのおもてなし / 山小屋番 星美知子                                                      |                                        |
| #116 | 09月17日          | 名古屋で人気 家族経営の魚屋さん / 森朝奈                                                                          |                                        |
| #117 | 09月24日          | 450軒以上の生産者が集う野菜・肉・魚の直売サイト / 秋元里奈                                                        | 23:20より放送                          |
| #118 | 10月01日          | 子どもから大人まで楽しめる大人気ハロウィン仕掛人 / ユニバーサル・スタジオ・ジャパン プロジェクトリーダー 廣畑直子 | 23:15より放送                          |
| #119 | 10月08日          | 水商売のお客さんに寄り添う歌舞伎町の不動産屋さん / 青木人生                                                       | 23:15より放送                          |
| #120 | 10月16日 （水曜） | 「一世風靡セピア」「滝沢歌舞伎ZERO」「モテヤ」振付業界を牽引する62歳 / 川崎悦子                                   | 0:05より放送                           |
| #121 | 10月22日          | 岩手県庁職員から漁師に転向 / 高橋典子                                                                             | この回からナレーションが小野賢章に変更 |
| #122 | 10月29日          | 4年連続ミシュラン掲載 20年間行列が絶えないラーメン店 / 高野多賀子                                                 |                                        |
| #123 | 11月05日          | 創作レシピ500種類以上 大人気の生姜料理専門店 / 森島土紀子                                                         |                                        |
| #124 | 11月12日          | 全国の主婦から共感の嵐！鎌倉の料理教室主宰 / 本多理恵子                                                           |                                        |
| #125 | 11月19日          | ダンサーから危険で過酷な林業へ転身…休日も一人山で過ごす理由 / 中島彩                                              | 23:30より放送                          |
| #126 | 11月26日          | 急患受け入れ日本一 女医のパイオニア / 寺根亜弥                                                                    |                                        |
| #127 | 12月03日          | 年間1,000本以上を主催 若手芸人が活躍するK-PROライブ / 児島気奈                                                    |                                        |
| #128 | 12月10日          | 納豆不毛の地で生まれた 話題の「大阪納豆」 / 吉田恵美子                                                            | 23:35より放送                          |
| #129 | 12月17日          | 連日長蛇の列！1日400合・1,000個を売る おにぎり専門店「ぼんご」2代目店主 / 右近由美子                              | 23:30より放送                          |
| #130 | 12月24日          | 70種類以上売り出しているクリスマスケーキの売り上げは右肩上がり！ 東急百貨店 お菓子バイヤー / 鹿島淑子             |                                        |

- 1月1日は『なるほど!ザ・ワールド』正月SPのため休止
- 1月15日はSPドラマ『BRIDGE はじまりは1995.1.17神戸』のため休止
- 4月30日は『FNN報道スペシャル 平成の大晦日 令和につなぐテレビ 知られざる皇室10の物語・第3部』〈フジテレビ制作、23:00 - 翌0:55〉のため休止
- 6月18日は『FNN報道特別番組 新潟県で震度6強』〈フジテレビ制作、22:28 - 翌1:35〉のため急遽放送休止
- 12月31日は『RIZIN.20』のため休止

### 2020年
| 回   | 放送日   | 内容 | 備考                       |
| ---- | -------- | --- | -------------------------- |
| #131 | 01月07日 | 映画で夢の種まきを！世界14カ国7万人の子供たちに映画を届ける 映画配達人 / 教来石小織                                             |                            |
| #132 | 01月14日 | 74歳現役助産師！32年間で5,500人の誕生に立ち会う 矢島助産院 院長 / 矢島床子                                                      | 23:20より放送              |
| #133 | 01月21日 | 恋よりも格闘技！世界で闘う格闘技界のニューヒロイン 総合格闘家 / 真珠・野沢オークレアー                                          |                            |
| #134 | 01月28日 | ごはんの魅力を発信！美味しい炊き方や食べ方を提案する お米料理研究家 / しらいのりこ                                              |                            |
| #135 | 02月04日 | 全国優勝30回以上！チア経験ゼロながら強豪チームを育て上げた 箕面自由学園高校 チアリーディング部監督 / 野田一江                   |                            |
| #136 | 02月11日 | 70年間つぎたしされたスープが自慢！三代に渡り変わらぬ味を守る 「静岡おでん おがわ」看板娘 / 中津川真生子                         |                            |
| #137 | 02月18日 | 小澤征爾に学んだ新星！クラシックの本場・ドイツで世界に挑み続ける 指揮者 / 齋藤友香理                                            |                            |
| #138 | 02月25日 | 男社会の現場で取り仕切る31歳のJAL航空整備士 / 安藤香菜美                                                                        |                            |
| #139 | 03月03日 | 30分で売り切れる1日限定30食の立ち食いカレー / 有澤まりこ                                                                        |                            |
| #140 | 03月10日 | 震災復興の「フラガール」キャプテン / アウリィ晴奈                                                                               |                            |
| #141 | 03月24日 | 8年ぶりのパリコレへ挑戦 / 冨永愛                                                                                                | 23:10より放送              |
| #142 | 03月31日 | 完熟イチゴ「さちのか」に大行列 / 山中歩                                                                                         |                            |
| #143 | 04月07日 | 開業5ヶ月 渋谷の新名所にある東急ハンズで売り場を作るスペシャリスト / 末廣三知代                                                 |                            |
| -    | 04月14日 | 過疎の町の買い物弱者に軽トラックで食料を届ける27歳移動販売員 / 東真央                                                           | 23:15より放送              |
| -    | 04月21日 | ITで農家救う！次世代担う野菜直売サイト 食べチョクの若き社長 / 秋元里奈                                                          |                            |
| #144 | 04月28日 | 特別編！家でのストレス解消法や自分を癒すルール＆未公開トークも                                                                  |                            |
| #145 | 05月05日 | 特別編！自炊、掃除、家族の役割分担…家の中で役立つ家事のルール                                                                   |                            |
| #146 | 05月12日 | 特別編！家の中での夫婦や子どもとのルール＆スタジオ未公開トーク                                                                  |                            |
| #147 | 05月19日 | 特別編！本が出来上がるまでのルールSP                                                                                            |                            |
| #148 | 05月26日 | 容赦ないリアルな心理描写！女性から支持を得る人気漫画家 / 鳥飼茜                                                                 |                            |
| #149 | 06月02日 | 日本人初「ナショナル・ジオグラフィック」グランプリを受賞 水中写真家 / 高橋怜子                                                  |                            |
| #150 | 06月09日 | コロナ禍で奮闘する飲食店SP |                            |
| #151 | 06月16日 | 塊肉の魅力を広げる 肉の伝道師 / 片根淳子                                                                                        | 23:15より放送              |
| #152 | 06月23日 | 女子中学生のカリスマ マルチな才能を見せる22歳 / 藤田ニコル                                                                      |                            |
| #153 | 06月30日 | フォロワー約45万人！料理家・ぐっち夫婦 / SHINO                                                                                  | 当回で若林が番組を卒業。   |
| #154 | 07月07日 | 高円寺で愛される昭和8年創業の老舗銭湯 / 「小杉湯」番頭 レイソン美帆                                                             | 当回から尾崎と長濱が出演。 |
| #155 | 07月14日 | 「シンプルだけどカッコいい」ファッションを生み出す / 百々千晴                                                                   |                            |
| #156 | 07月21日 | ラーメン激戦区・喜多方で長年愛される伝統の味 / 佐藤リカ                                                                         |                            |
| #157 | 07月28日 | コロナ禍で話題 ストリートビューの世界を旅して描く / 辰巳菜穂                                                                    |                            |
| #158 | 08月4日  | 故郷 中国の味を日本で広める秘伝の肉汁餃子 / 二宮千鶴                                                                            | 23:15より放送              |
| #159 | 08月11日 | 多くの著名人を担当 50人の体と心に向き合うパーソナルトレーナー / 三浦香織                                                        |                            |
| #160 | 08月18日 | 51年間九州で愛されるご当地アイス「ブラックモンブラン」 / 竹下真由                                                               |                            |
| #161 | 08月25日 | ミシュランの名店や一流ホテルでも愛用 江戸切子職人 / 三澤世奈                                                                    |                            |
| #162 | 09月01日 | わずか13坪で大型書店越えの売り上げも 隆祥館書店 / 二村知子                                                                      |                            |
| #163 | 09月08日 | 日本初！入場がある話題の書店 / 林和泉                                                                                           |                            |
| #164 | 09月15日 | 東京の一点物中古リノベーション物件紹介! カウカモ目利き編集長 /伊勢谷亜耶子                                                      |                            |
| #165 | 09月22日 | 会社員から転身 北海道余市のウニを獲る漁師 / 川内谷幸恵                                                                          | 23:15より放送              |
| #166 | 09月29日 | 映画の街唯一の映画館! シネマ尾道支配人…映画人が認める目利き /河本清順                                                           |                            |
| #167 | 10月06日 | 新時代の女芸人!ラランド サーヤが会社員と二足の草鞋を履く理由                                                                    |                            |
| #168 | 10月13日 | 女性にも人気!新宿ゴールデン街の新名店 / バー「シーホース」店主 マチルダ                                                         |                            |
| #169 | 10月20日 | キリンも象もいない世界屈指の動物園で猿の魅力を発信する飼育員 / 日本モンキーセンター 田中ちぐさ                                  |                            |
| #170 | 10月27日 | 名物は1日400個売れるあんパン！東京下町で人気の老舗パン屋 / 「メイカセブン」店長 関口明美                                        | 23:15より放送              |
| #171 | 11月03日 | ミシュランに5年連続…大阪のお好み焼き名店！86歳女将の人生 / 「お好み焼き オモニ本店」女将 高姫順                                 |                            |
| #172 | 11月10日 | 25歳で日本一を受賞！若きヘッドハンターが導く転職成功の秘訣 / 中田莉沙                                                           |                            |
| #173 | 11月17日 | 東京・御徒町3つ星ワイナリー！パート主婦がワイン醸造家に転身 / 須合美智子                                                        |                            |
| #174 | 11月24日 | 東京・幡ヶ谷の隠れ家中華「美虎」難病・出産を経て辿り着いた味 / 五十嵐美幸                                                       |                            |
| #175 | 12月01日 | 話題の防護服を発明！心臓病の子どもに寄り添う看護師は発明主婦 / 村田詩子                                                         |                            |
| #176 | 12月08日 | 子育て親子必見！地方公立からハーバード現役合格の娘と母(秘)習慣 / バイオリニスト 廣津留すみれ・ディリーゴ英語教室代表 廣津留真理 | 前編                       |
| #177 | 12月15日 | 子育て親子必見！地方公立からハーバード現役合格の娘と母(秘)習慣 / バイオリニスト 廣津留すみれ・ディリーゴ英語教室代表 廣津留真理 | 後編                       |
| #178 | 12月22日 | 空前のキャンプブームを牽引！33歳の若きリーダー / 山井梨沙                                                                       |                            |
| #179 | 12月29日 | エンタメ界を席巻！フワちゃん流「楽しい」をぶち込む人生の極意                                                                    |                            |

- 3月17日は『発見!ひらめきマネー そんな仕事あったんだ』のため休止

### 2021年
| 回   | 放送日   | 内容 | 備考          |
| ---- | -------- | --- | ------------- |
| #180 | 01月05日 | 目指せ演劇の甲子園！廃部寸前から全国2位に…離島演劇部の青春 / 屋久島高校演劇部顧問 上田美和                        |               |
| #181 | 01月12日 | お取り寄せで人気！玄界灘で母娘5人で育てるブランド鯛への思い / 渡邉水産社長 渡邉美保子                             |               |
| #182 | 01月19日 | 25歳で伊豆にUターン！都会を離れみかん農園継ぐ3代目の想い / おさだ農園 長田きみえ                                  |               |
| #183 | 01月26日 | あんこ職人!限界集落移住の理由 自然の甘みを追求した塩もなか / あんこや ぺ 竹内由里子                               |               |
| #184 | 02月02日 | 女性殺到！3COINS人気の秘密 コスパ最強新商品開発の裏側 / パル商品部マーチャンダイザー 岡田幸子                     |               |
| #185 | 02月09日 | バレンタイン直前！ガーナ新商品の開発を担うチョコレート研究員 / ロッテチョコレート研究員 村松美紀                  |               |
| #186 | 02月16日 | 4ヵ月で20億の大ヒット！湖池屋プライドポテト商品開発の裏側 / 湖池屋マーケティング部次長 野間和香奈                 |               |
| #187 | 02月23日 | 「このミス」大賞受賞 新人小説家・新川帆立 元プロ雀士、現役弁護士の新川の7つのルールを解き明かす                   |               |
| #188 | 03月02日 | 演歌歌手・丘みどり！３年連続出場の紅白に落選…今進む新たな道                                                       |               |
| #189 | 03月09日 | 女人禁制の酒蔵の世界で銘酒「御前酒」を受け継ぐ女性杜氏に密着 / 辻本店杜氏 辻麻衣子                                |               |
| #190 | 03月16日 | コロナ禍に開店！東京・三茶の魯肉飯専門店「諦めたくない」理由 / 帆帆魯肉飯店主 唐澤千帆                            |               |
| #191 | 03月23日 | コロナ禍で急増！ホームレスを支援する30歳社会起業家の原点は / 認定NPO法人「Homedoor」理事長 川口加奈               |               |
| #192 | 03月30日 | 京都祇園で女性を虜にする鶏白湯ラーメン！ピンチでも攻める理由 / 「麺処むらじ」店主 連恭子                          |               |
| #193 | 04月06日 | 平野レミ絶賛！和田明日香「料理の苦痛」和らげる家ごはんのコツ                                                      |               |
| #194 | 04月13日 | ユーチューブ登録者数35万人!過酷な動画で人気急上昇“サバイバルアイドル"かほなんの秘密基地密着                       |               |
| #195 | 04月20日 | 大阪の川から眺める絶景！人気遊覧船「御舟かもめ」コロナに翻弄された1年…2度目の桜に密着 / 吉崎かおり                |               |
| #196 | 4月27日  | 東京下町で学生の上京生活支える寮！人気の理由は食べ放題ごはん / 中川学生センター寮母補佐 稲村克子                  |               |
| #197 | 5月11日  | 箱根駅伝制覇の駒大陸上部！勝負めしで食生活守る寮母と選手の絆 / 大八木京子                                         |               |
| #198 | 5月18日  | 1年で累計30万部突破『パンどろぼう』の絵本作家！人気の秘密 / 柴田ケイコ                                            |               |
| #199 | 5月25日  | 話題のシェアアプリを生んだ66歳の才女！物に囚われない生活術 / ピーステックラボ代表取締役社長 村本理恵子            |               |
| #200 | 6月1日   | まぐろの町三崎の絶品朝めし！移住支援で地元を再生…店主の想い / 朝めしあるべ 店主 菊地未来                          |               |
| #201 | 6月8日   | 人気アニメを音楽で彩る作曲家！梶浦由記の新作現場で秘密に迫る                                                      |               |
| #202 | 6月15日  | 京都の四季を「花」で愛でる…野山に咲く花の専門店！人気の秘密 / 花屋みたて 店主 西山美華                            |               |
| #203 | 6月22日  | 開店前に行列…東京・世田谷のパン屋さん！ひと口目で感動の秘密 / eteco bread 店主 梶原夏子                           |               |
| #204 | 6月29日  | 東大卒農家が東京の住宅街でトマトを地産地消！未来の都市型農業 / 川名桂                                             | 23:30より放送 |
| #205 | 7月6日   | 撮影現場で話題！弁当店の秘密(1)女性が喜ぶ映え(2)懐かしい母の味 / アホウドリ代表 大石真理子                        | 23:15より放送 |
| #206 | 7月13日  | 日常を取り戻したニューヨーク!人気デザートバーを守る夫婦の絆 / 「ChikaLicious」オーナーパティシエ 千加・ティルマン |               |
| #207 | 7月20日  | コロナに翻弄…障害馬術トップ選手！愛馬との再挑戦に青木崇高涙 / 広田思乃                                            |               |
| #208 | 7月27日  | 幻の手羽先！「世界の山ちゃん」代表は亡き夫後継ぐ元専業主婦！ / 山本久美                                           |               |
| #209 | 8月10日  | 自由が丘の行列ジェラート店 世界認めた自然派食材すっきり甘味 / 「AmiCono JIYUGAOKA」店主 井上舞子                  |               |
| #210 | 8月17日  | 1日限定5組！グランピング運営女性 南アルプス麓の大自然 / 「FLORA Campsite」安納恵                                  |               |
| #211 | 8月24日  | 母は栗原はるみ！築地で鮮魚店営む料理一家の長女に密着 / 栗原友                                                     |               |
| #212 | 8月31日  | 貧困いじめ不登校…こども食堂で寄り添う主人公の7つのルール / KAKECOMI代表 鴻巣麻里香                                |               |
| #213 | 9月7日   | 稲川淳二が認める逸材！気鋭の怪談師・深津さくら7つのルール                                                         |               |
| #214 | 9月14日  | 脇汗が目立たないTシャツ？無駄なもの発明家28歳7つのルール / 藤原麻里菜                                             |               |
| #215 | 9月21日  | 内気な少女が「バービー」になったワケ…(秘)新婚生活 / バービー（フォーリンラブ）                                    |               |
| #216 | 9月28日  | 行列！毎日60種のベーグル焼く双子姉妹7つのルール / 「vivant」店主 伊東万美子・市川寿美子                           |               |
| #217 | 10月5日  | 女性ばかりの会社率いる!建設業界のジャンヌダルク / ゼムケンサービス代表 籠田淳子                                   |               |
| #218 | 10月12日 | GU・ドコモ・ポカリ…オファー殺到！新世代ダンサー / yurinasia                                                       |               |
| #219 | 10月19日 | 完全予約制！幻のチーズテリーヌ…パティシエ7つのルール / 「KURATA」パティシエ 林真衣                                |               |
| #220 | 10月26日 | 横峯さくら“母"で狙う頂点5カ月密着！最愛の夫と二人三脚                                                             |               |
| #221 | 11月2日  | 木村拓哉・堺雅人…マクドナルドCM仕掛け人！ / 日本マクドナルドCMO ズナイデン房子                                    |               |
| #222 | 11月9日  | 禁断のしらすバター丼…フワフワしらす×秘伝タレでおかわり連発 / 土佐しらす食堂「二万匹」店主 岩本梨沙                |               |
| #223 | 11月16日 | 国民的アイドルから4児のママに…辻希美の激闘子育てに密着                                                            |               |
| #224 | 11月23日 | 食のカリスマバイヤー舞台ウラ…極上の調味料&幻トマトジュース / Smile Circle株式会社代表取締役 岩城紀子              |               |
| #225 | 11月30日 | 大掃除のシーズン！予約が取れない家事代行カリスマ7つのルール / 「タスカジ」家政婦 sea                              |               |
| #226 | 12月7日  | 3週連続お笑いSP「笑いに人生を捧げる女たち」 / 蛙亭イワクラ                                                        |               |
| #227 | 12月14日 | 3週連続お笑いSP「EXITら芸人支える構成作家」 / 玉造紫乃                                                            |               |
| #228 | 12月21日 | 3週連続お笑いSP「ゆりやん激動！年の瀬に密着 45キロ減量&笑いと過ごす日々」 / ゆりやんレトリィバァ                  |               |

- 5月4日は『笑いの総合格闘技!千原ジュニアの座王』（『クセバラWEEK』）のため休止。
- 8月3日は『東京五輪プレミアム』のため休止。

### 2022年
| 回   | 放送日              | 内容 | 備考         |
| ---- | ------------------- | --- | ------------ |
| #229 | 01月04日            | 唯一無二！行列ギョーザ店主…70年以上愛される店守る“想い / 「中央亭」店主 友田美千代                                                               |              |
| #230 | 01月11日            | バスケ銀主将・高田真希メダルの先にあったもの…社長業にも密着                                                                                      |              |
| #231 | 01月18日            | ボクシング金！ボクサー入江聖奈21歳リアルな日常…                                                                                                  |              |
| #232 | 1月25日             | オファー殺到！フリーの美術教師 アートで培った子育て術 / 末永幸歩                                                                                 |              |
| #233 | 2月1日              | リアル脱出ゲーム火付け役！大注目のコンテンツディレクター / きださおり                                                                            |              |
| #234 | 2月8日              | 月100台限定！幻のフルーツタルト…アジア1位女性パティシエ / 「フルール・デ・エテ」オーナーシェフ 庄司夏子                                          |              |
| #235 | 2月15日             | 東大院卒才女がAIで未来救う…資金残り1万円からの逆襲劇 / シナモンCEO 平野未来                                                                      |              |
| #236 | 2月22日             | 100均グッズで家中DIY！主婦からクリエイターに… / chiko                                                                                            |              |
| #237 | 3月1日              | 世代超え愛される「ポケモン」…プロデューサーの奮闘！ / 津田明子                                                                                   |              |
| #238 | 3月8日              | 女性ハッピーにする家事・育児・仕事のルール…国際女性デーSP                                                                                        |              |
| #239 | 3月15日             | 「ロンハーマン」ブランド国内25店舗を取り仕切る責任者 / 根岸由香里                                                                                |              |
| #240 | 3月22日             | 東京マラソンの舞台裏…7500人ボランティア束ねる山本悦子                                                                                            |              |
| #241 | 3月29日             | 学生街で愛されて33年…デカ盛りの名店!バイト学生との絆物語 / 「深川 つり舟」女将 湊由紀江                                                          |              |
| #242 | 4月12日             | コロナ禍で人生変わった7人のルールSP…挑戦続ける女性たち / 小笠原礼子、山本菜々子、松岡智子、森本萌乃、伊東弥生、望月廸子                          |              |
| #243 | 4月19日             | 創部4年で全国制覇！中学女子バスケ部顧問に密着3カ月！ / 四日市メリノール学院中学校コーチ 稲垣愛                                                   |              |
| #244 | 4月26日             | 魚料理の名店“奥渋魚力”に嫁いで12年…36歳若女将の奮闘記 / 鈴木薫                                                                                   |              |
| #245 | 5月10日             | 浅田真央も絶賛！五感で美味しいヴィーガン料理…小池陽子に密着 / 「SUNPEDAL」オーナー 小池陽子                                                      |              |
| #246 | 5月17日             | 女優・長谷川京子密着 事務所独立から3ヵ月…"社長"の日常                                                                                            |              |
| #247 | 5月24日             | オイシックス・レシピ開発担当に密着！累計1億食超ヒットの裏側 / 森田佐和子                                                                         |              |
| #248 | 5月31日             | 高嶋ちさ子の飾らぬ日常…奔放？毒舌？破天荒？全力人生に密着                                                                                        |              |
| #249 | 6月7日              | 赤ちゃんパンダの親離れに密着！アドベンチャーワールド飼育員 / 吉田倫子                                                                            |              |
| #250 | 6月14日             | 生徒1万人！『彼ごはん』SHIORIのオンライン料理教室                                                                                                |              |
| #251 | 6月21日             | 年3億円！ブランド品見極める鑑定士…業界1位「コメ兵」ウラ側 / 小上馬舞                                                                             |              |
| #252 | 6月28日             | 映画・ドラマ・CMを料理で魅せる…フードコーディネーター / 住川啓子                                                                                 |              |
| #253 | 7月5日              | 驚安の殿堂"ドンキっぽくてダサい"外観作る責任者に密着 / パン・パシフィック・インターナショナルホールディングスデザイン統括責任者執行役員 二宮仁美 |              |
| #254 | 7月12日             | "焼き"かき氷!?…二つ星元パティシエ本気の絶品かき氷 / 「あずきとこおり」店主 堀尾美穂                                                              |              |
| #255 | 7月19日             | 月9作家・無駄なもの発明家・バレエダンサー…"その後"SP / 新川帆立、永松真依、飯島望未、世古真央、藤原麻里菜                                        |              |
| #256 | 7月26日             | 空飛ぶエイ＆大ナマズ!怪魚ハンター・マルコス |              |
| #257 | 8月2日              | 映画監督・安藤桃子に密着…移住した高知で子育て＆8年ぶり新作                                                                                       |              |
| #258 | 8月9日              | 「ワンピース」ルフィに命を吹き込む…声優・田中真弓                                                                                                |              |
| #259 | 8月16日             | ゆる系イラスト動物図鑑ブーム火付け役！ヒット連発編集者 / ダイヤモンド社 金井弓子                                                                 |              |
| #260 | 8月23日             | 創業123年老舗の若手花火師…3年ぶり有観客大会に何思う / 柗井のの子                                                                                 |              |
| #261 | 8月30日             | 2週連続！長濱ねる&本谷有希子が見たい人SP…旅する料理家編 / 大塚瞳                                                                                 |              |
| #262 | 9月6日              | 長濱ねるが見たい！話題沸騰！超絶テククッキーアーティスト / KUNIKA                                                                                |              |
| #263 | 9月13日             | 多くのアーティストが慕う…夏フェス「ラブシャ」プロデューサー / 石田美佐緒                                                                         |              |
| #264 | 9月20日             | 米国出身、日本で25年…『VOGUE JAPAN』新編集長 / ティファニー・ゴドイ                                                                              |              |
| #265 | 9月27日             | “辛さ”への果てない偏愛&矜持…激辛パイオニア7つのルール / 「赤い壺」店主 大須賀友美                                                                |              |
| #266 | 10月4日             | イチロー・大谷翔平・渋野日向子…刹那を切り取るプロ密着1年 / 南しずか                                                                              |              |
| #267 | 10月11日            | 宮崎県を餃子県に！宮崎餃子ブーム火付け役…1位目指すひと夏 / 渡辺愛香                                                                              |              |
| #268 | 10月18日            | 帰宅部の女子高生が応援団長に…！歴史を紡ぎ時代を創る22歳 / 関西大学応援団100代団長 鈴木れな穂                                                     |              |
| #269 | 10月26日 （水曜日） | バブリー片付けが話題！平野ノラ7つのルール | 0:15より放送 |
| #270 | 11月1日             | 唯一無二…7種の替え玉&極上鶏白湯！行列できるラーメン店 / 「尹堂寺」店主 伊堂寺まい                                                                |              |
| #271 | 11月8日             | 応募殺到！九州周遊3泊4日170万円の豪華寝台列車旅…舞台裏 / JR九州クルーズトレイン本部 小川聡子                                                     |              |
| #272 | 11月15日            | オリコン1位100回超！アーティストに愛される作詞作曲家 / 岡嶋かな多                                                                                |              |
| #273 | 11月29日            | 起業5年目！洋服5年買っていない貧乏社長手がけるカクテル / 「SEAM」代表取締役 石根友理恵                                                           |              |
| #274 | 12月13日            | 年間手術200件超…小さな命を救い、人生に寄り添う小児外科医 / 渡邉佳子                                                                              |              |
| #275 | 12月20日            | 灼熱サウナで風を創る…世界3位のカリスマ熱波師 / 五塔熱子                                                                                          |              |

- 4月5日は『映画シグナル 長期未解決事件捜査班』のため休止。
- 11月22日は『2022 FIFAワールドカップ・D組』中継（デンマーク×チュニジア。21:00 - 翌0:40）のため休止。
- 12月6日は『2022 FIFAワールドカップ・決勝トーナメント』みどころ（スペイン×モロッコ。23:00 - 23:40）のため休止。
- 12月27日は『不思議体験ファイル 信じてください!!』のため休止。

### 2023年
| 回   | 放送日   | 内容                                                                                                   | 備考                 |
| ---- | -------- | --- | -------------------- |
| #276 | 01月10日 | 四季折々の自然楽しめる“庭”を創る全身緑のガーデナー/ 青木真理子                                         |                      |
| #277 | 01月17日 | モデル、2児の母、牧場経営者…36歳、紗栄子の素顔                                                         |                      |
| #278 | 01月24日 | 紗栄子をつくる“14個"のルール…父や息子とのオフにも密着                                                  | スピンオフバージョン |
| #279 | 1月31日  | 28歳社会人…「かわいすぎる吉本興業マネージャー」等身大の姿 / 樺澤まどか                                 |                      |
| #280 | 2月7日   | 実写化の裏にこの人あり！スタイリスト・衣装デザイナーに密着 / 中原幸子                                  |                      |
| #281 | 2月14日  | フランスに媚びない大阪のお好み焼きでパリ席巻!店主の覚悟 / 「OKOMUSU」店主 田淵寛子                     |                      |
| #282 | 2月21日  | パリ拠点でジュエリー生むデザイナー…インスピレーションの源 / マリエ・ウエストン                         |                      |
| #283 | 2月28日  | 15歳で単身渡米、磨いた心と技…世界が認めるダンサー・振付師 / RIEHATA                                    |                      |
| #284 | 3月7日   | インド・バングラデシュ…途上国から世界に通用するブランドを作るマザーハウス代表・デザイナー / 山口絵理子 |                      |
| #285 | 3月14日  | 女優・今田美桜に密着！26歳、等身大な日々と笑顔                                                         |                      |
| #286 | 3月21日  | 仕事に一途なヒットメーカーのマンガ編集者が妊娠・出産したら… / 小学館 漫画編集者 金城小百合             |                      |
| #287 | 3月28日  | 最終回 / その後が気になる人                                                                            |                      |

- 3月28日最終回

番組開始から丸6年となった『セブンルール』。これまでに283人に密着し、これまで1900を超える個性豊かなルールを紹介してきた。そんな『セブンルール』の最終回を飾るのは、スタジオメンバー それぞれが選ぶ「その後が気になる」女性たち。セブンルール史上最高齢、大阪で「お好み焼き オモニ本店」を営む 高姫順、宮崎県でドクターヘリ救急医をしていた篠原希、夫婦で「餃子のハルピン」を営む二宮千鶴、歌舞伎町でキャバ嬢でありながら不動産アドバイザーをしていた青木人生、｢小杉湯」の番頭レイソン美帆、親方について一人前の家具職人を目指していた武内舞子ら6人。それぞれ真っ直ぐ自分の道を歩んできた彼女たちの「その後」に再び密着。

## ネット局
| 放送対象地域   | 放送局                    | 放送時間（JST）    | ネット状況 |
| -------------- | ------------------------- | ------------------ | ---------- |
| 近畿広域圏     | 関西テレビ（KTV）         | 火曜 23:00 - 23:30 | 制作局     |
| 北海道         | 北海道文化放送（UHB）     | 火曜 23:00 - 23:30 | 同時ネット |
| 岩手県         | 岩手めんこいテレビ（mit） | 火曜 23:00 - 23:30 | 同時ネット |
| 宮城県         | 仙台放送（OX）            | 火曜 23:00 - 23:30 | 同時ネット |
| 秋田県         | 秋田テレビ（AKT）         | 火曜 23:00 - 23:30 | 同時ネット |
| 山形県         | さくらんぼテレビ（SAY）   | 火曜 23:00 - 23:30 | 同時ネット |
| 福島県         | 福島テレビ（FTV）         | 火曜 23:00 - 23:30 | 同時ネット |
| 関東広域圏     | フジテレビ（CX）          | 火曜 23:00 - 23:30 | 同時ネット |
| 新潟県         | NST新潟総合テレビ（NST）  | 火曜 23:00 - 23:30 | 同時ネット |
| 長野県         | 長野放送（NBS）           | 火曜 23:00 - 23:30 | 同時ネット |
| 静岡県         | テレビ静岡（SUT）         | 火曜 23:00 - 23:30 | 同時ネット |
| 富山県         | 富山テレビ（BBT）         | 火曜 23:00 - 23:30 | 同時ネット |
| 石川県         | 石川テレビ（ITC）         | 火曜 23:00 - 23:30 | 同時ネット |
| 福井県         | 福井テレビ（FTB）         | 火曜 23:00 - 23:30 | 同時ネット |
| 中京広域圏     | 東海テレビ（THK）         | 火曜 23:00 - 23:30 | 同時ネット |
| 島根県・鳥取県 | さんいん中央テレビ（TSK） | 火曜 23:00 - 23:30 | 同時ネット |
| 岡山県・香川県 | 岡山放送（OHK）           | 火曜 23:00 - 23:30 | 同時ネット |
| 広島県         | テレビ新広島（TSS）       | 火曜 23:00 - 23:30 | 同時ネット |
| 愛媛県         | テレビ愛媛（EBC）         | 火曜 23:00 - 23:30 | 同時ネット |
| 高知県         | 高知さんさんテレビ（KSS） | 火曜 23:00 - 23:30 | 同時ネット |
| 福岡県         | テレビ西日本（TNC）       | 火曜 23:00 - 23:30 | 同時ネット |
| 佐賀県         | サガテレビ（STS）         | 火曜 23:00 - 23:30 | 同時ネット |
| 長崎県         | テレビ長崎（KTN）         | 火曜 23:00 - 23:30 | 同時ネット |
| 熊本県         | テレビくまもと（TKU）     | 火曜 23:00 - 23:30 | 同時ネット |
| 鹿児島県       | 鹿児島テレビ（KTS）       | 火曜 23:00 - 23:30 | 同時ネット |
| 沖縄県         | 沖縄テレビ（OTV）         | 火曜 23:00 - 23:30 | 同時ネット |

ネット配信
| 配信元 | 更新日時        | 備考                 |
| ------ | --------------- | -------------------- |
| TVer   | 火曜 23:30 更新 | 最新話限定で無料配信 |